# تأثير النيزك

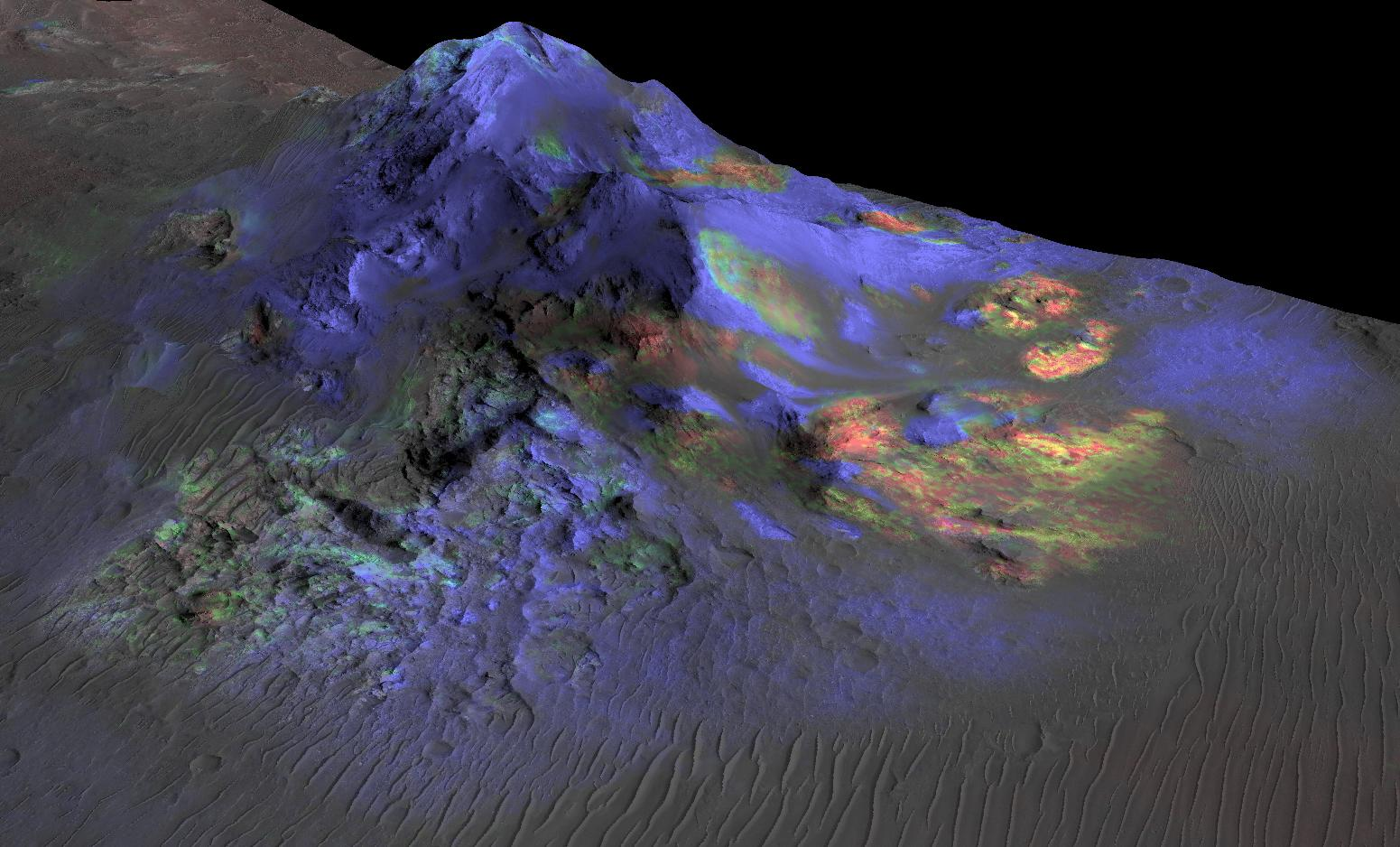
فوهة الطحالب على المريخ هو موقع ممكن للحياة القديمة المحفوظة، بعد الكشف عن التأثير الزجاجي.

تأثير النيزك أو أثر النيزك (أو تأثير الزجاج ) هي الصخور التي تكونت أو تغيرت بفعل أصطدام حجر نيزكي.

## الخصائص
يشمل هذا التأثير تحول صدمي يستهدف الصخور و «ذوبان الصدمة (سوفيت/Suevite )» وخليط من الاثنين، فضلا عن الصخور الرسوبية مع مكونات كبيرة مستمدة من التأثير (الحبيبات المعدنية المصعوقة، تكتيت ، والعلامات الجيوكيميائية الشاذة).في يونيو 2015، ذكرت وكالة ناسا أنه تم الكشف عن التأثير الزجاجي على كوكب المريخ ومثل هذه المواد قد تحتوي على علامات قد تحافظ على الحياة القديمة إذا كانت الحياة موجودة بالفعل على الكوكب.

## وصلة خارجية
- Meteorite crater glossary